# Agustín Villanueva Blanco
Don Agustín Villanueva Blanco (1935 - Trujillo, 9 de agosto de 2013) fue alcalde de Trujillo de 1995 a 1996.
Trabajó como procurador y como director de una entidad financiera. Fue locutor en Radio Juventud y Radio Popular, además de presentador y narrador de eventos culturales. En 1995 ganó las elecciones con el PP, con mayoría simple y fue nombrado alcalde. En 1996 el PSOE e IU llevaron a cabo una moción de censura, cuando D. Agustín Villanueva se encontraba hospitalizado muy grave, y tomó posesión José Antonio Redondo Rodríguez.
Durante más de 40 años lideró la organización de la Semana Santa Trujillana. Fue Presidente de Honor de la Junta de Cofradías y Hermandades de Trujillo. En 2012 recibió el premio "Trujillano del año" otorgado por la Hermandad de la Virgen de la Victoria de Badajoz. Falleció el 9 de agosto de 2013.

## Cargos desempeñados
- Alcalde de Trujillo (1995-1996)